# 김학재
김학재(金鶴在, 1945년 12월 14일 ~ )는 대한민국의 법조인, 정치인이다. 제18대 국회의원을 지냈다.

## 생애
1945년 12월 14일 전라남도 해남군에서 태어난 김학재는 목포고등학교와 1967년 서울대학교 법학과를 나오고 1971년 제13회 사법시험에서 합격하여 1974년 서울지방검찰청 검사에 임용되었다. 무슨 일이 있어도 주말에는 등산을 하는 김학재는 부인 임순희와 2남1녀의 자녀가 있다. 검사 재직할 때 전형적인 선비형으로 평소에는 말수가 적지만 상사에게도 직언을 서슴지 않는 대쪽같은 성품으로 인해 '소신 검사'라는 별명을 갖고 있다. 법무부 검찰국장으로 재직할 때 인사 예고제인 인사기준 사전 고지, 부장직제 확대 등으로 검찰인사 제도를 개선했다는 평가를 받고 있다. 대검찰청의 이용호 게이트 수사 당시 대통령민정수석비서관으로 재직했다. 2002년 황조 근정 훈장을 받았다.

## 경력
- 1974년 서울지방검찰청 동부지청 검사
- 1976년 대구지방검찰청 상주지청 검사
- 1978년 광주지방검찰청 검사
- 1982년 서울지방검찰청 검사
- 법무부 조사과장
- 1992년 대검찰청 중앙수사부 2과장
- 1996년 8월 ~ 1997년 8월 서울고등검찰청 검사
- 광주지방검찰청 순천지청 지청장[3]
- 수원지방검찰청 차장검사
- 부산지방검찰청 동부지청 지청장
- 법무연수원 기획부장
- 1999년 6월 9일 ~ 2000년 7월 14일 제42대 대전지방검찰청 검사장
- 법무부 검찰국장
- 2001년 5월 ~ 2001년 9월 제40대 법무부 차관
- 2001년 9월 ~ 2002년 2월 대통령비서실 민정수석비서관
- 2002년 2월 ~ 2002년 8월 법무연수원 원장
- 2002년 8월 ~ 2003년 3월 대검찰청 차장검사
- 2003년 4월 법무법인 태일 변호사
- 2011년 4월 ~ 2011년 12월 제18대 국회의원 (비례대표 / 통합민주당)
- 2011년 12월 ~ 2012년 5월 제18대 국회의원 (비례대표 / 민주통합당)

## 역대 선거 결과
| 실시년도 | 선거   | 대수 | 직책     | 선거구   | 정당       | 득표수      | 득표율          | 순위          | 당락 | 비고       |
| -------- | ------ | ---- | -------- | -------- | ---------- | ----------- | --------------- | ------------- | ---- | ---------- |
| 2008년   | 총선   | 18대 | 국회의원 | 비례대표 | 통합민주당 | 4,313,645표 | \| \| 25.17% \| | 비례대표 18번 |      | 초선, 승계 |
|          | 25.17% |      |          |          |            |             |                 |               |      |            |